# Ordenação (estatística)
Em estatística, uma ordenação, também chamada de lista de classificação (ou listagem), classificação ordenada (ou classificação), ou seriação (também, frequentemente, usado o verbete inglês ranking) é um processo de posicionamento de itens de estatísticas individuais, de grupos ou comerciais, na escala ordinal de números, em relação a outros. Segundo o Dicionário Houaiss da Língua Portuguesa, listagem é uma "classificação ordenada de acordo com critérios determinados". A palavra vem do inglês "rank", que significa ranque.
Nas diferentes modalidades esportivas, rankings são organizados para classificar os competidores ao longo de vários campeonatos ou torneios. Os critérios dos rankings variam conforme o esporte, o país, a época, entre outros quesitos - mas, ainda que sua aplicação seja sempre discutível, todo ranking busca sua legitimação em pressupostos objetivos.
Há, basicamente, dois tipos de rankings: os "históricos" e os "de momento". Rankings históricos são cumulativos, e buscam classificar os competidores somando pontos em toda a história da competição. Rankings de momento referem-se apenas aos pontos conquistados pelos competidores num período recente, em geral os últimos 12 meses.